# 인천광역시의 시내버스 노선 목록

인천시내버스 전광판의 모습

인천광역시의 시내버스 노선 목록 페이지는 인천광역시 면허의 각 시내버스 노선의 운행 구간과 이들 노선의 간략한 특징을 담고 있다. 인천시내 구간을 운행하는 노선의 운행 구간에 관한 정보를 제외한 노선의 운행 상태와 관련된 각종 문제에 관해서는 인천광역시의 시내버스 문서를, 강화군 지역을 운행하는 노선에 관한 정보는 강화군의 시내버스 문서를 참조하도록 한다.

## 노선 목록
- 각 노선의 경로, 위치, 정류장 통합 검색 : 버스도착 예정정보

## 간선버스
- 간선버스 : 인천을 중심으로 운행하는 일반적인 버스이다. 200번대는 영종도 지역을 운행하는 버스로, 영종도 내 버스 노선을 운행해오던 강인여객 측에 대한 2년 계약 기간이 만료되어, 회사 측이 223번 노선을 제외한 4개 노선의 운영권을 반납함에 따라 2009년 7월 15일부터 영종운수에서 이들 노선을 인수하여 운행하고 있다.[주 1]
- 급행간선버스 : 간선버스와 동일한 요금을 징수하며 일부 정류소에만 정차한다. 노선번호는 900번대이다. 인천시는 2009년 2월 25일 시내버스 준공영제를 시행하면서 순환버스 3개 노선과 더불어 급행간선 11개 노선을 신설하였다.[주 2] 이들 노선은 청라지구를 관통하게 될 것으로 알려진 간선급행버스와는 관련이 없지만[주 3] 용어가 잘못 쓰이는 경우도 있다.[주 4]

### 간선버스
- 기본요금 : 1500원 (성인 교통카드 기준)
- 일부 내용은 예전 내용입니다.

| 노선 번호 | 운행구간                         | 운행구간 | 운행구간                        | 노선 | 배차 간격 (분)               | 운행업체     | 운행 대수 | 비고                                                                          |
| --------- | -------------------------------- | -------- | ------------------------------- | --- | ---------------------------- | ------------ | --------- | ----------------------------------------------------------------------------- |
| 1         | 진웅종점                         | ↔        | 부평역 인천성모병원             | 검단지식정보센터, 검단오류역, 왕길역, 원흥아파트, 검단농협, 원당고 , 보람프라자, 독정역, 검암역입구, 대인고등학교, 공촌사거리, 석남아파트, 부평구청, 부평역, 인천예림학교 | 12~14                        | 신동아교통   | 18        | 1 전체 정류장 목록                                                            |
| 2         | 월미도(시티투어)                 | ↔        | 효성동동화운                    | 인천역, 화도진공원, 동인천역, 송림오거리, 제물포역, 시민공원역, 석바위시장, 간석오거리역, 백운역, 부평역, 산곡동, 청천동 | 8~11                         | 동화운수     | 30        | 저상버스 운행 2 전체 정류장 목록                                              |
| 2-1       | 청라디이스트                     | ↔        | 삼보아파트(계양구청)            | 혜원중학교후문, 청라국제도시역, 청라푸르지오, 경명초등학교, 호반베르디움2차, 청라1동주민센터, 가정역, 작전역6번출구 | 18~20                        | 동화운수     | 10        | 2-1 전체 정류장 목록                                                          |
| 3-2       | 무지개아파트(동남아파트)         | ↔        | 인천아시아드 주경기장 동문      | 동막역(4번 출구), 남동공단, 호구포역, 논현주공아파트(인천금융고), 롯데백화점(터미널), 제물포중, 인천고, 석바위시장, 석남고사거리, 하늘채아파트, 가정역, 루원더퍼스트아파트105동앞 | 17~20                        | 성민버스     | 14        | 저상버스 운행 3-2 전체 정류장 목록                                            |
| 4         | 송도제2차고지                    | ↔        | 가좌동차고지                    | 인천가톨릭대학교, 캠퍼스타운역, 연수구청, 함박도서관, 선학아파트, 논현주공아파트, 종합터미널, 문학경기장, 학익시장, 제물포역, 동인천역, 현대제철정문 | 12~23                        | 삼환교통     | 23        | 4 전체 정류장 목록                                                            |
| 5         | 은행동(신명아파트.대우3차아파트) | ↔        | 인하대병원                      | 신천역, 운연역, 서창도서관입구, 서창119안전센터, 남촌동, 구월아시아드8단지, 롯데백화점(터미널), 문학경기장, 학익고, 인하대학교, 옹진군청 | 17~20 / 22~28                | 인천스마트   | 12        | 5 전체 정류장 목록                                                            |
| 5-1       | 용현동(성원상떼빌아파트)         | ↔        | 주안역                          | 용현초등학교, 옹진구청, 인하대역, 학익사거리, 제운사거리 | 16~20 / 25~30                | 인천스마트   | 6         | 5-1 전체 정류장 목록                                                          |
| 6         | 송도공영차고지                   | ↔        | 남동체육관                      | 인천대학교, 셀트리온, 지식정보단지역, 인천가톨릭대, 송도컨벤시아, 신송고, 동막역, 나사렛국제병원앞, 청학중학교, 가천대, 선학역, 롯데백화점(인천터미널), 길병원사거리, 남동소방서, 만수역, 남동구청, 남동중학교 | 10~13 / 13~15                | 원진운수     | 19        | 단방향 운행 (시계방향) 저상버스 운행 6 전체 정류장 목록                       |
| 6-1       | 송도공영차고지                   | ↔        | 남동체육관(체조경기장)          | 인천대학교공과대학, 웰카운티, 송도더샵퍼스트월드(서문), 더샵하버뷰, 더샵엑스포, 신송고, 동막역, 연수구청, 동춘역, 남동공단, 한화지구, 도림주공2단지, 서창센트럴푸르지오, 남동체육관(체조경기장), 만수역, 길병원사거리, 롯데백화점(터미널), 선학역, 대동아파트, 동막역, 송도풍림아이원4단지, 더샵엑스포9단지, 송도더샵하버뷰1단지, 송도컨벤시아, 지식정보단지역, 인천대학교자연과학대학              | 13~15                        | 대인교통     | 19        | 단방향 운행 (반시계방향) 6-1 전체 정류장 목록                                 |
| 7         | 청라BRT차고지입구                | ↔        | 동인천역북광장                  | 반도유보라, 청라센텀로제비앙, 청라2동행정복지센터, 청라휴먼시아후문, 심곡천봉수교, 가원초등학교, 신현여중후문, 효성아파트, 강남시장, 거북시장, 가좌농협, 인천의료원, 도화e편한세상, 제물포역, 동산고, 배다리삼거리 | 17~20                        | 마니교통     | 10        | 7 전체 정류장 목록                                                            |
| 8         | 인천대학교                       | ↔        | 송내역남부                      | 인천대입구역, 송도컨벤시아, 해양경찰청, 신송고, 동막역, 나사렛국제병원, 송도유원지, 옥련현대아파트, 송도역, 인하대학교, 용일사거리, 시민공원역, 석바위시장역, 인천시청역, 만수역, 만수주공, 인천대공원 | 5~9 / 9~13                   | 송도버스     | 38        | 저상버스 운행 막차 8회는 송내역 회차 후 모래내시장 종료(8A)8 전체 정류장 목록 |
| 9         | 송도제2차고지                    | ↔        | 원창동(종점)                    | 롯데캐슬, 테크노파크역, 셀트리온, 미추홀공원, 더샵그린워치1단지, 현대3차아파트, 인하대역, 신포역, 동인천역, GS칼텍스 | 16~22                        | 성민버스     | 14        | 저상버스 운행,전기버스 운행 9 전체 정류장 목록                                |
| 10        | 월미도                           | ↔        | 삼산주공                        | 송도캐슬앤헤모로아파트, 송도테트파크 IT센터, 인천역, 동인천역, 동구청, 제물포역, 주안역, 동암역, 백영아파트, 부평역, 부평시장, 굴포천역 | 114~18                       | 동화운수     | 18        |                                                                               |
| 11        | 가좌동차고지                     | ↔        | 문학경기장                      | 산업용품센터, 서인천 가구단지, 인천의료원, 진주아파트, 산곡동, 부평시장역, 부평역, 부개1동, 송내역, 인천대공원, 수현마을, 만수시장, 모래내시장역, 길병원, 롯데백화점(터미널) | 10~13                        | 세운교통     | 21        | 저상버스 운행                                                                 |
| 12        | 연안부두                         | ↔        | 일신동                          | 항운A, 답동, 동인천역, 송림오거리, 인천의료원, 가좌홈플러스, 석남동, 루원시티, 아나지고개, 4공단, 갈산역, 부평역, 부개2동, 부개역 | 5~8                          | 인천선진     | 45        | 전기버스 운행                                                                 |
| 13        | 신흥동차고지                     | ↔        | 검암역                          | 중구문화원, 인하대병원, 숭의역, 독정이/인하대, 신기시장, 주안역, 제물포역, 재능대입구, 가좌1동, 석남신사거리, 가정역, 서구청역 | 12~14                        | 신흥교통     | 23        |                                                                               |
| 14        | 항동7가                          | ↔        | 오조산공원                      | 연안여객터미널, 옹진군청, 숭의역, 제물포역, 인천의료원, 진주아파트, 석남3동, 가정3동, 루원시티, 아나지고개, 효성동, 작전역, 계양구청 | 11~14                        | 삼환교통     | 19        |                                                                               |
| 14-1      | 세원에너지충전소                 | ↔        | 서창2지구                       | 청천동, 산곡동, 백운역, 동수역, 인천성모병원, 송내역, 인천대공원, 서창동 | 9~12                         | 공영급행     | 6         | 저상버스 운행 출퇴근 맞춤운행 (인천대공원 미경유)                             |
| 15        | 가좌동차고지                     | ↔        | 서창차고지                      | HD현대인프라코어, 인천역, 신포시장, 동인천역, 시민공원역, 석바위시장, 간석오거리역, 간석사거리, 만수북중학교, 인천대공원역, 운연역 | 8                            | 시영운수     | 25        | 저상버스 운행,전기버스 운행                                                   |
| 16        | 송도제2차고지                    | ↔        | 가좌동차고지                    | 연세대학교, 인천대학교, 해양안전본부, 송도그린애비뉴, 송도유원지, 송도역, 교통방송, 옹진군청, 숭의역, 신포시장, 동인천역, 송림오거리, 송림체육관 | 15~19                        | 성민버스     | 14        | 저상버스 운행                                                                 |
| 16-1      | 항동7가버스차고지                | ↔        | 송내역남부                      | 남항유어선부두, 미송초등학교, 예송중학교, 인천대입구역, 테크노파크역, 박문중학교, 운전면허시험장, 인천논현역앞, 남동체육관(체조경기장), 송내역남부, 인천대공원, 남동초등학교, 청능로사거리, 고잔고등학교, 롯데캐슬캠퍼스타운, 인천대입구역, 현송중학교, 송담초등학교, 연안동행정복지센터 | 12~15                        | 송도버스     | 16        | 출퇴근 맞춤운행 16-1 전체 정류장 목록]                                        |
| 17        | 마전지구                         | ↔        | 복합환승센터                    | 검단사거리, 완정사거리, 검암역입구, 연희삼성아파트, 샘내들사거리, 청라뜰사거리, 인천해양경찰서, 청라호수공원 | 16~18                        | 강화교통     | 9         | 저상버스 운행                                                                 |
| 20        | 소래포구역                       | ↔        | 부평현대아파트                  | 소래포구, 논현지구, 남촌동, 구월아시아드아파트, 모래내시장역, 인천가족공원, 동수역, 인천성모병원, 부평사거리, 백운역 | 11~14                        | 인천스마트   | 17        |                                                                               |
| 21        | 서창공영차고지                   | ↔        | 만석비치타운                    | 에코메트로12단지, 논현지구, 도림동, 서창2지구, 서창동, 남동체육관, 구월아시아드, 롯데백화점(터미널), 인천고, 석바위, 도화1동 행정복지센터, 시민공원역, 제물포역, 송현아파트, 동인천역 | 15~17                        | 인천스마트   | 12        | 저상버스 운행                                                                 |
| 22        | 원창동                           | ↔        | 은행지구 (시흥시)               | 신현동, 석남경남아너스빌, 이마트 송림점, 송현아파트, 동인천역, 제물포역, 인천기계공고, 관교동, 롯데백화점(터미널), 길병원, 모래내시장역, 미추홀도서관(벽산아파트), 남동구청역, 운연동, 신천동, 시흥대야역 | 12~16                        | 원진운수     | 19        |                                                                               |
| 23        | 항동7가버스차고지                | ↔        | 부개역                          | 연안여객터미널, 서해5도특별경비단, 남항유어선부두, 항운아파트, 출입국관리사무소, 숭의로터리, 제물포역, 시민공원역, 석바위시장, 열우물사거리, 부평역, 부개주공3단지 | 10~13                        | 삼환교통     | 22        | 저상버스 운행                                                                 |
| 24        | 연안부두                         | ↔        | 금강마을                        | 삼익아파트, 신포역, 동인천역, 송현아파트, 송림오거리, 인천의료원, 가재울사거리, 진주아파트, 산곡한화아파트, 부평구청 | 10~12                        | 해성운수     | 20        |                                                                               |
| 24-1      | 가좌동차고지                     | ↔        | 청라국제도시역                  | 가좌공단, 산업용품센타, 인천의료원 , 부평서중, 부원중, 부평시장, 나누리병원, 굴포천역, 삼산사거리, 한림병원, 계양경찰서, 롯데마트계양점, 계산역, 교통연수원, 인천서부교육지원청, 공촌사거리, LG전자인천캠퍼스, 서부공단입구 | 18~22                        | 세운교통     | 14        | 저상버스 운행                                                                 |
| 27        | 향동7번버스차고지                | ↔        | 월곶풍림3차아파트               | 인하대후문, 주안7동행정복지센터 , 롯데백화점(인천터미널), 구월아시아드6단지, 작은구월사거리, 남동구청, 남동중학교 , 도림주공, 청릉로사거리, 논현초등학교, 소래포구입구 | 15~20                        | 인천스마트   | 13        |                                                                               |
| 28        | 가좌동차고지                     | ↔        | 대동아파트                      | 가좌공단, 산업용품센터, 송림고가교, 서흥초, 화도고개, 만석비치타운 , 중구청, 신포시장, 동인천역, 제물포역, 도화오거리, 6공단입구, 가좌초, 범양상가, 한양쇼핑, 부평구청, 한국만화박물관, 농산물시장 | 9~10                         | 세운교통     | 30        | 저상버스 운행,전기버스 운행                                                   |
| 28-1      | 가좌동차고지                     | ↔        | 미추홀구청                      | 가좌공단, 북항사업소, 대문목재, 모다아울렛, 석남중, 가좌초, 6공단입구, 주안북부역, 석바위시장, 주안7동행정복지센터 , 독정이고개, 용현시장, 제물포역 | 14~17                        | 시영운수     | 13        | 저상버스 운행,전기버스 운행                                                   |
| 29        | 가좌동차고지                     | ↔        | 석남역                          | 한양화학, 북항입구, 보트비, 율도근린공원, 스킨이데아, NKG물류센터, 스킨이데아, 한진인천북항, 북항다목적부두, 목재부두사거리, 해수워터피아, 경남아너스빌아파트 → 금호어울림아파트 → 석남역 → 석남중앙교회 → 이후 역순 | 17~23                        | 시영운수     | 6         |                                                                               |
| 30        | 왕길동종점                       | ↔        | 송내역                          | 금호아파트, 원당지구, 유현마을, 장기동, 귤현역, 박촌동, 임학사거리, 계산역, 계산삼거리, 한마음병원, 부평IC, 갈산사거리, 부평구청, 부평시장역, 부평역, 2001아울렛, 백운역, 간석오거리, 간석시장, 간석사거리, 모래내시장역, 만수역, 만수종합시장, 숭덕여중입구, 수현마을, 인천대공원, 구산사거리 | 8~10                         | 제물포교통   | 33        |                                                                               |
| 33        | 수현마을                         | ↔        | 인하대병원                      | 숭덕여중입구, 만수종합시장, 남동초등학교, 남동중학교, 서창이편한세상, 남촌농산물도매시장, 남촌풍림아파트 , 구월아시아드6단지, 남인천세무서, 길병원, 인천시청, 석바위, 시민공원(문화창작지대)역, 수봉공원, 제물포역, 숭의로터리 | 10~13                        | 부성여객     | 25        | 저상버스 운행                                                                 |
| 34        | 동춘동종점                       | ↔        | 삼산동                          | 연수구청, 남동인더스파크역, 논현주공, 터미널, 구월아시아드, 모래내시장역, 간석오거리역, 백운역, 부평역, 갈산역 | 8~11                         | 신화여객     | 24        | 저상버스 운행                                                                 |
| 35        | 무지아파트(동남아파트)           | ↔        | 청천동                          | 동막역, 캠퍼스타운역, 박문중학교, 남동공단, 남동근린공원, 롯데백화점(터미널), 인천고, 석바위시장, 십정사거리, 부평역, 굴포천역, 부평구청 | 15~17                        | 도영운수     | 15        |                                                                               |
| 36        | 항동7가                          | ↔        | 숭덕여자고등학교 만수주공아파트 | 연안부두, 항운아파트, 인하대병원, 조달청, 토지금고시장, 숭의역, 독정이고개, 신기시장, 롯데백화점(터미널), 남동소방서, 만수역 | 5~6                          | 부성여객     | 33        | 저상버스 운행                                                                 |
| 37        | 삼신고등학교                     | ↔        | 수현마을                        | 신성미소지음, 진산초등학교, 한국만화박물관, 현대백화점, 복사골문화센터, 송내역남부, 일신동행정복지센터, 인천성모병원, 동수역, 희망천입구 , 인천가족공원입구 , 간석사거리, 향촌휴먼시아, 숭덕여중입구 | 16~19                        | 신화여객     | 10        |                                                                               |
| 38        | 서창공영차고지                   | ↔        | 용현2동행정복지센터             | 운연역, 서창중학교 , 서창우체국, 도림주공, 논현사거리, 청능로사거리, 논현3단지, 도림고, 승기천, 롯데백화점, 석바위, 주안역, 신기사거리, 독정이고개, 인하대역, 옹진군청, 토지금고시장, 굴다리입구, 미추홀퍼스트2단지 | 18~20                        | 인천스마트   | 13        |                                                                               |
| 42        | 청라BRT차고지입구                | ↔        | 구월아시아드5단지               | 혜원중학교, 호수공원음악분수, 남광하우스토리 , 청람중학교, 가원초등학교, 가현초교앞 , 석남중학교, 가좌3동주민센터, 제물포중학교, 동암역. 간석오거리역(7번출구), 길병원, 롯데백화점(인천터미널), 남인천세무서 | 17~20                        | 마니교통     | 13        | 저상버스 운행                                                                 |
| 43        | 드림파크야생화단지               | ↔        | 인천성모병원 종점주차장         | 검암역, 서인천고, 청라국제도시역, 청라달튼국제학교, 청람중, 청라고교, 신현여중후문, 석남신사거리 , 부평우체국, 부평구청, 부평시장역, 부평역 | 13~16                        | 청룡교통     | 21        | 저상버스 운행                                                                 |
| 43-1      | 검암역                           | ↔        | 부평시장역                      | 검암중학교, 검암경서동행정복지센터, 서인천세무서, 가현초등학교, 석남신사거리, 석남역, 부평구청역 | 17~22                        | 청룡교통     | 8         | 저상버스 운행 4회 검암역~정서진119구조대 운행                                 |
| 44        | 쿠팡물류센터                     | ↔        | 가정역                          | ㈜에코마이스터, 경인항다목적부두, 정서진, 청라국제도시역, 인천체육고등학교 입구, 화력발전소, 청라도, 청일초등학교, 초은고등학교, 가정사거리 | 27~35                        | 청룡교통     | 4         |                                                                               |
| 45        | 효성동동화운수차고지             | ↔        | 월미도종점                      | 새말사거리, 아이즈빌, 청천푸르지오아파트, 부평경찰서 , 부평구청, 부평시장역, 부평역, 부평남부역, 동수역, 간석오거리, 올리브백화점, 길병원, 동양장사거리, 용남시장, 독정이교회, 숭의로터리, 신흥시장, 동인천역, 송월시장, 대한제당 | 6~7                          | 동화운수     | 36        | 저상버스 운행                                                                 |
| 46        | 신흥교통차고지                   | ↔        | 굴포천역                        | 중구문화회관, 웅진군청, 학익고등학교, 문학경기장, 혹데백화점, 구월 아시아드 6단지, 작은구원사거리, 남동등기소, 하이웨이주유소, 모래내시장, 간석사거리, 인천예림학교, 부평역, 부평구청역 | 12~15                        | 신흥교통     | 16        |                                                                               |
| 47        | 율도근린공원                     | ↔        | 서창2지구                       | 모다아울렛, 힐데스하임, 루원더퍼스트, 가정역, 석남역, 부평역, 일신주공, 송내역, 인천대공원, 서창동 | 17~21                        | 마니교통     | 13        | 저상버스 운행                                                                 |
| 55        | 동춘동종점                       | ↔        | 주안역                          | 동막역, 해돋이공원, 인천적십자병원, 선학역, 문학경기장역, 인명여고, 문화예술회관, 중부고용노동청, 동인천중학교, 석바위시장 | 19~30                        | 도영운수     | 8         |                                                                               |
| 58        | 송도제2공영차고지                | ↔        | 주안역                          | 인천대학교, 인천대입구역, 해양경비안전본부, 신송고, 동막역, 연수구청, 청학동, 문학터널, 남부종합시장, 시민공원역 | 13~15                        | 삼환교통     | 12        |                                                                               |
| 62        | 서창2지구                        | ↔        | 동인천역                        | 서창동, 만수고, 남동구청, 만수역, 간석사거리, 간석오거리역, 주안역, 제물포역, 송림오거리 | 7~9                          | 삼환교통     | 22        |                                                                               |
| 63        | 청라BRT차고지                    | ↔        | 동춘동종점                      | 로봇타워, 로봇랜드입구, 모다아울렛 , 산업용품센타, 서림초, 제물포역, 주안역, 석바위, 관교여중, 문학경기장, 선학역, 연수초, 연수구청, 한양아파트2차, 동막초 | 16~19                        | 인천교통공사 | 14        |                                                                               |
| 65        | 동춘동종점                       | ↔        | 주안역                          | 동막역, 남동공단, 연수구청, 가천의대, 청학중학교, 문학터널, 남부종합시장, 시민공원역 | 16~21                        | 도영운수     | 7         |                                                                               |
| 65-1      | 동춘동종점                       | ↔        | 주안역                          | 연수구청, 연수여고, 송도유원지, 인천해양고, 축현초교, 송도재래시장, 문학터널, 남부종합시장, 시민공원역 | 15~19                        | 도영운수     | 8         |                                                                               |
| 66        | 진웅 (검단산업단지)              | ↔        | 송정역 김포공항                 | 검단산업단지, 단봉초교, 검단사거리역, 완정역, 검암역입구, 검암경서동주민센터, 서구보건소, 인재개발원, 경명대로, 작전역, 계양경찰서, 박촌역, 동양지구, 상야동, 개화역 | 17                           | 신동아교통   | 16        | 준공영제 비해당                                                               |
| 67-1      | 가좌동차고지                     | ↔        | 부개역                          | 가좌공단, 산업용품센터, 인천의료원, 가좌고, 산곡역, 청천중학교, 청천초등학교 , 갈산역, 부개주공3단지, 부평동중, 부개성일아파트 | 20~22                        | 세운교통     | 8         | 저상버스 운행                                                                 |
| 70        | 강화터미널                       | ↔        | 청라차고지                      | 찬우물약수터, 불은면행정복지센터, 전등사 동문, 초지대교, 대곶면행정복지센터사거리, 솔터마을입구, 좌동마을, 단봉초등학교, 검단하나아파트, 마전초등학교, 검암역입구, 검암사거리, 태평아파트1차, 경서초등학교, 서구청역, 청라국제도서관, 청라힐스테이트 | 30~35                        | 강화교통     | 10        |                                                                               |
| 71        | 강화터미널                       | ↔        | 아시아드주경기장(동문)          | 창리, 세광아파트, 양도, 선두1리, 온수리, 초지진, 초지대교, 대곶, 율생리입구, 양곡, 복합환승센터 한가람솔터마을, 검단사거리, 공촌사거리, 삼곡초교(국제성모병원), 가정역, 루원 풍경채 | 30~35                        | 강화교통     | 30        | 인천광역시의 간선버스 최장거리 노선                                           |
| 72        | 청라국제도시역                   | ↔        | 동춘동                          | 청라달튼국제학교, 경연초중학교, 한국가스공사 , 해원중후문, 가정동성당, 방죽삼거리, 이마트송림점, 현대시장, 미림극장, 동인천역, 신포역, 숭의로터리, 용현사거리, 송도고입구, 송도역, 청학중, 문남마을, 연수여고, 동춘2동행정복지센터 | 16~19                        | 선진여객     | 17        | 저상버스 운행                                                                 |
| 75        | 왕길동기점                       | ↔        | 귤현차량기지(안골공원)          | 왕길고가, 안동포사거리입구, 완정사거리, 보람프라자앞, 도담공원.푸르지오더베뉴, 인천지방법원북부지원입구, 이음대로.대성베르힐, 장기동, 계양역 → 귤현역 → 귤현차량기지(안골공원) → 이후 역순 | 24~30                        | 선진여객     | 5         |                                                                               |
| 76        | 마전지구                         | ↔        | 초정마을                        | 검단초등학교, 불로동, 원당고, 둑실동, 장기동, 계양역, 귤현동, 동양지구, 박촌역, 계산역 | 20~30                        | 인천선진     | 7         |                                                                               |
| 77        | 마전지구                         | ↔        | 작전역                          | 검단초등학교, 불로동, 원당고, 둑실동, 장기동, 계양역, 귤현역, 계양센트레빌, 박촌역, 계산역 | 50~70                        | 인천선진     | 2         |                                                                               |
| 78        | 마전지구                         | ↔        | 송정역                          | 검단사거리역, 완정역, 당하푸르지오, 원당지구, 유현사거리, 장기동, 개화역 | 12~19                        | 제물포교통   | 10        | 김포공항은 송정역 방향만 정차                                                 |
| 79        | 진웅종점                         | ↔        | 인천성모병원                    | 경인특장, 왕길고가, 검단사거리역 , 마전역, 완정역, 백석고가, 한들마을입구, 검암사거리, 경서동입구, 공촌정수장, 교통연수원, 계산역, 삼산중학교, 부평동중, 부개역, 부개초등학교 | 16~20                        | 삼환교통     | 15        |                                                                               |
| 80        | 원창동                           | ↔        | 송내역                          | 루원시티, 아나지고개, 효성동, 작전역, 계산역, 계산여고, 계산공고, 작전풍림아파트, 서운동, 내동, 부천시청역, 순천향대병원 | 7~9                          | 선진여객     | 26        |                                                                               |
| 81        | 율도근린공원                     | ↔        | 송도2차고지                     | 엠파크타워, 송림고가교, 인천교삼거리, 주안역, 재흥시장, 신동아아파트, 연수역, 연수여고, 동막역, 캠퍼스타운역, 테크노파크역, 인천가톨릭대 부지, 셀트리온, 인천대학교 | 14~18                        | 마니교통     | 13        | 저상버스 운행                                                                 |
| 82        | 신흥교통                         | ↔        | 신흥교통                        | 신흥교통, 인천항신국제여객터미널, 송도달빛축제공원역, 송도더샵그린워크2차, 이안송도, 문학경기장(야구장), 록데백화점(인천터미널), 간석오거리(인천웨딩홀), 주안역, 제물포역, 송림오거리, 동인천역북광장, 상수도사업본부(스마트타운), 간석남부역, 간석금호어울림아파트, 풍림아파트, 청학사거리, 더샵그린애비뉴, 송도푸르지오하버뷰, 국제업무지구역5번출구, 렌드마크시트센트럴더샵(203동), 아암물류단지 | 평일 16~18, 주말 19~27       | 신흥교통     | 16        | 저상버스 운행 82번 전체 정류장 목록]                                          |
| 86        | 원창동                           | ↔        | 신방화역                        | 가정역, 북인천여자중학교, 작전역, 계양구청, 임학역, 박촌역, 당산초등학교, 하야동, 개화역, 김포공항역 | 평일 25~34 주말.공휴일 34~48 | 선진여객     | 7         | 저상버스 운행                                                                 |
| 87        | 드림파크수영장                   | ↔        | 송내역                          | 백석중사거리, 시천경로당 , 인혜학교후문, 계양역, 귤현역, 당산초, 박촌역, 임학역, 계양경찰서, 까치공원, 굴포천역, 삼산월드체육관, 상동역4번출구, 포도마을사거리, 상도중학교, 반달마을법원검찰청 | 9~12                         | 선진여객     | 23        | 저상버스 운행                                                                 |
| 92        | 민웅                             | ↔        | 걸포북변역                      | 검단산업단지·코뿔소 ← 트러스 ←) - 검단지식산업센터 - 검단오류역 - 단봉초등학교 - 검단원흥아파트 - 검단사거리역 - 검단초등학교 - 월드아파트 - (→ 홈플러스 →/← 신안실크밸리 ←) - 우저서원 | 30~45                        | 신동아교통   | 3         |                                                                               |
| 93        | 국제성모병원                     | ↔        | 월드아파트                      | 심곡어린이도서관, 서구보건소, 서인천세무서, 검암역, 독정역, 완정역, 마전역, 길훈아파트, 동성아파트 | 25~30                        | 신흥교통     | 4         |                                                                               |
| 111-2     | 동춘동종점                       | ↔        | 청라국제도시역                  | 동춘2동행정복지센터, 나사렛국제병원앞, 송도라마다호텔앞, 롯데백화점(인천터미널), 길병원, 간석오거리, 백운역, 부평역, 부평시장역, 부평구청역 | 11~14                        | 미래교통     | 26        |                                                                               |
| 112       | 십정동                           | ↔        | 동춘동종점                      | 부평도서관, 부평역, 부평구청, 원적산터널, 석남금호어울림, 송림풍림아이원, 동인천역, 신포시장, 숭의로터리, 인하대역, 송도역, 가천의대, 연수구청, 동막역 | 11~14                        | 청라교통     | 21        |                                                                               |
| 202       | 율도근린공원                     | ↔        | 인천국제공항(T1)                | 서인천자동차검사소 , 가정역(루원시티), 한국가스공사, 비즈니스센터, 청라달튼국제학교, 청라국제도시역(영종대교), 영종역, 운남교차로, 중산교차로, 우미린1단지, 힐스테이트, 신명스카이뷰, 그린나래지하차도 | 16~20                        | 영종운수     | 16        | 영종대교 경유                                                                 |
| 203       | 영종공영차고지                   | ↔        | 인천공항 2터미널                | 송산입구, 한라비발디, 힐스테이트, 신명스카이뷰, LH7단지, 한양수자인, 하늘초등학교, 중산동, 영종중학교, 영종고, 운서역, 공항고 | 15~19                        | 영종운수     | 12        | 첫차 2회 석남동→인천공항T1(203A)                                              |
| 204       | 영종운북차고지                   | ↔        | 을왕동(입구지입구)              | 박촌마을입구, 운남교차로, 용궁사입구 , 전소, 영종물류고앞, 영종중학교, 운서초, 넙디, 운서역, 행정지원센터(물류단지), 풍림1차205동, 삼목선착장, 인천공항제2터미널, 왕산해수욕장, 선녀바위유원지(하행) | 55~70                        | 영종운수     | 3         |                                                                               |
| 205       | 운북동(영종아레나)               | ↔        | 인천공항2터미널                 | 예단포 - 박촌마을입구 - 영종역 - 운남교차로 - 중촌교차로 - 우미린1단지 - 힐스테이트 - e편한세상오션하임 - 영종역사관 - 신명스카이뷰 - LH7단지 - 그린나래지하차도 | 21~28                        | 영종운수     | 6         |                                                                               |
| 206       | 영종공영차고지                   | ↔        | 영종운북공영차고지              | 영종역, 운남교차로, 우미린1단지후문, 한신더휴스카이아파트, 중산중고등학교, e편한세상오션하임, 한양수자인, LH7단지, 하늘중학교, e편한영종하늘도시, 운서역 | 평일: 25~28분 주말: 30~35분  | 영종운수     | 5         |                                                                               |
| 222       | 인천공항 1터미널                 | ↔        | 잠진도                          | 하얏트호텔, 거잠포 | 40~70                        | 영종운수     | 1         | 첫차 1회는 원창동→인천공항T1 (222A) 막차 2회는 무의도입구까지 운행 (222B)     |
| 223       | 영종역                           | ↔        | 인천공항 1터미널                | 전소, 영종힐스테이트, 한양수자인, 영종LH7단지, 운서역, 공항신도시 | 15~21                        | 강인여객     | 8         | 첫차 2회는 율도선착장→인천공항T1 (223A)                                       |

### 심야 버스
| 노선 번호 | 운행구간                     | 운행구간 | 운행구간       | 노선 | 배차 간격 (분) | 운행업체 | 운행 대수 | 비고 |
| --------- | ---------------------------- | -------- | -------------- | --- | -------------- | -------- | --------- | ---- |
| N50       | 인천논현중학교               | ↔        | 송내역         | 소래풍림아파트, 소래포구역, 에코메트로44.12단지, 원동초등학교, 인천논현역, 청릉로사거리, 논현사거리, 논고개길, 주적골, 도림주공1단지, 도림주공1단지, 도림동고개, 방죽삼거리, 수산동, 남동체육관, 경신마을, 남동초등학교, 인천만수고등학교, 장수사거리, 인천대공원, 무내미마을, 근로복지공단인천병원, 구산사거리 | 40             | 성원운수 | 2         |      |
| N80       | 가정역                       | ↔        | 검암역         | 가원초등학교, 청라1동행정복지센터, 청라중학교, 경서지구입구, 태평아파트1차, 아시아드대광로제비앙아파트, 서인천고등학교, 검암경서동행정복지센터, 검암중학교, 풍림1차아파트 | 40             | 성산여객 | 2         |      |
| N81       | 청라동(청라푸르지오라피아노) | ↔        | 청라국제도시역 | SK뷰아파트, 반도유보라, 로봇랜드입구, 청라호수공원, 한양수자인레이크블루, 공촌유수지체육공원, 청라달튼국제학교, 하나글로벌캠퍼스 | 30             | 삼성여객 | 2         |      |
| N90       | 원당동                       | ↔        | 계양역         | 서구영어마을, 호반써밋1차아파트, 이음5로.우미린더시그니처, 검단LH행복주택(검단신도시우미린리버포레), 검단우미린파크뷰1단지, 이음대로.대성베르힐, 갈현교 - 이후 역순 | 25             | 공영급행 | 2         |      |

### 급행간선버스
| 노선 번호 | 운행구간             | 운행구간 | 운행구간       | 경유지 | 배차 간격 (분)                         | 운행업체       | 운행 대수 | 비고                        |
| --------- | -------------------- | -------- | -------------- | --- | -------------------------------------- | -------------- | --------- | --------------------------- |
| 91        | 동춘동차고지         | ↔        | 청라국제도시역 | 테크노파크역, 웰파크4단지, 송도SK뷰, 볼보트럭인천사업소, 호수공원음악분수, 풍림엑슬루타워, 청라엑슬루타워                                  | 평일 28~32분, 토요일,공휴일 32~40      | 강인여객       | 6         |                             |
| 95        | 효성동동화운수차고지 | ↔        | 사리울중학교   | 계산역, 순복음교회, 인천노인전문병원, 작은구월사거리, 논현3단지하늘마을305동, 논현13단지푸르네마을                                         | 평일 20~24, 토요일 26~29, 공휴일 29~34 | 동화운수       | 10        |                             |
| 97        | 왕길동종점           | ↔        | 금마초등학교   | 금호어울림아파트, 인천영어마을, 다남식당, 박촌역, 뉴서울아파트, 한국아파트, 동수치안센터                                                   | 평일 : 28~30, 주말 36~42, 공휴일 45~48 | 인천제물포교통 | 8         |                             |
| 99        | 송도제2공영차고지    | ↔        | 송내역         | 송도스마트밸리, 셀트리온, 송도더샵마스터뷰23단지, 지식정보단지역, 테크노파크역, 동막역, 동춘역, 원인재역, 숲속마을, 남동구청역, 인천대공원 | 평일 20~24, 토요일,공휴일 26~30        | 삼환교통       | 9         | 출퇴근 시간대 대공원 미경유 |

## 지선/마을/공영버스
- 지선버스 : 2002년 2월 1일자로 기존의 마을버스에서 시내버스 면허로 전환된 노선을 의미[주 5] 하며 500번 단위, 740번의 번호를 사용하고 있다. 주안역, 간석역, 동암역, 부평역 등 주요역과의 연계성이 높고 5 km 이상의 비교적 장거리 구간을 거의 직선형의 경로로 운행하는 것이 그 특징이다.[주 6] 533번, 534번은 마을버스로 인가되어 있다. '순환'이 붙은 노선은 버스 준공영제 시작으로 2009년부터 인천교통공사가 운행을 담당하게 된 노선이다.[주 7] 다만, 관교동·구월동 지역을 운행하는 순환31번은 운행 업체 변경으로 해성운수가 운행한다.
- 마을버스 : 현재 인천광역시의 운행중인 마을버스로 구 지역에서는 무의도 내를 순환하는 중구 1번 마을버스가 있으며, 강화군 지역에도 마을버스가 운행되고 있다. 무의도와 강화군 본섬의 마을버스에는 영흥면 공영버스와 마찬가지로 시에서 이들 노선 차량에 단말기를 설치함으로써 2010년 5월부터 환승할인이 가능해졌다.[주 8]
- 공영버스 : 영종도에 중구공영버스를 운행하고 있으며, 인천교통공사가 계양구 공영버스를 2011년 11월 2일부터 운행하고 있다.[주 9]
- 옹진군 공영버스 : 옹진군청에서 직접 운행하는 북도공영버스가 2014년 5월 13일에 운행을 개시했다.[주 10] 이 노선은 북도면에 직접 진입하지는 않으나 북도면으로 가는 길목인 삼목선착장과 옹진군청, 동인천 지역을 이어주는 등 북도면민의 편의를 위해 운행하는 노선이다. 다만 수도권 통합요금제에 의한 환승 할인은 적용되지 않는다. 또한 옹진군 7개 면에서 각각 관할하는 공영버스가 운행하고 있으며, 영흥면 공영버스는 좌석버스 790번과 연계되어 옹진군 공영버스 중 유일하게 수도권 통합요금제에 의한 환승이 적용된다.[주 11]

### 지선버스
| 노선 번호 | 운행구간             | 운행구간 | 운행구간                        | 경유지 | 배차 간격 (분)                        | 운행업체     | 운행 대수 | 비고                                      |
| --------- | -------------------- | -------- | ------------------------------- | --- | ------------------------------------- | ------------ | --------- | ----------------------------------------- |
| 순환41    | 송도공영차고지       | ↔        | 신정중학교                      | 인천대학교북문, 인천입구역, 송도컨벤시아, 지식정보단지역, 송명초등학교, 인천글로벌캠퍼스, 캐슬해모로, 롯데캐슬, 캠퍼스타운역, 푸르지오월드마크                                                                            | 18~24                                 | 인천교통공사 | 9         | 순환41 전체 정류장 목록                   |
| 순환42    | 송도공영차고지       | ↔        | 겐트대학교글로벌캠퍼스          | 인천대입구역, 예송중학교, 국제업무지구역, 신정중학교, 센트럴파크푸르지오아파트, 신송고, 캠퍼스타운역 | 19~24 / 24~31                         | 인천교통공사 | 9         | 순환42 전체 정류장 모곩                   |
| 순환43    | 송도공영차고지       | ↔        | 송도스포츠센터(LNG야구장)       | 인천대학교정문, 예송중학교, 국제업무지구역, 힐스테이트레이크송도1차입구, 국제업무지구역, 신정중학교, 더샵하버뷰, 테크노파크역, 삼성바이오로직스, 한진                                                                     | 22~28                                 | 인천교통공사 | 5         | 순환43 전체 정류장 목록                   |
| 인천e음45 | 남촌농산물도매시장   | ↔        | 송도파크자이아파트              | 동보아파트, 선학아파트, 연수주공3차아파트, 동춘역, 서해그랑블1단지아파트, 새봄초등학교 | 27~40                                 | 인천교통공사 | 4         | 인천e음45 전체 정류장 목록                |
| 순환46    | 동춘동               | ↔        | 인천대입구역                    | 동막역, 신송고교, 경제자유구역청, 예송중학교 | 16~26                                 | 도영운수     | 6         |                                           |
| 순환51    | 구월아시아드1단지    | ↔        | 관교동                          | 성리중학교, 남동경찰서, 롯데백화점(터미널), 인명여고 | 20                                    | 해성운수     | 2         | 구. 순환31번                              |
| 순환52    | 소래포구역           | ↔        | 인천터미널역                    | 소래역사관, 유호엔시티, 소래풍림아파트, 인천금융고, 남동시범공단, 신연수역, 연수초교, 선학역 | 14~18                                 | 명진교통     | 6         |                                           |
| 순환54    | 운연동               | ↔        | 남동구청역                      | 운연역, 남동체육관, 남동중학교, 담방로사거리, 장수초교, 인천대공원역, 만의골입구, 애보박물관 | 40~50                                 | 성원운수     | 1         | 구. 535-1번                               |
| 순환56    | 서창동               | ↔        | 인천터미널역                    | 서창도서관, 남동체육관, 남동중학교, 남동구청역, 만수1동행정복지센터, 남동소방서, 예술회관역 | 18~22                                 | 삼환운수     | 5         |                                           |
| 순환83    | 마전지구             | ↔        | 귤현역                          | 검단농협, 마전역, 마전초교, 완정역, 청마마을, 유현사거리 | 25~30                                 | 태양여객     | 4         |                                           |
| 506       | 원창동               | ↔        | 수봉각                          | 산업용품센터, 송림풍림아이원, 송림오거리, 동인천역↔솔빛마을아파트↔화도진중학교↔만석부두, 동인천역, 도원역, 남구청, 독정이                                                                                                 | 18~25                                 | 삼성여객     | 8         |                                           |
| 510       | 송현동               | ↔        | 송림고가교                      | 산업용품센터, 인천의료원, 주안국가산단역, 주안역, 제물포역, 동산고, 재능대학교 | 7~11                                  | 삼환운수     | 10        |                                           |
| 511       | 인하대역             | ↔        | 주안역                          | SK스카이뷰, 인하대후문, 용일사거리, 인천기계공고 | 3~5                                   | 성민버스     | 15        |                                           |
| 512       | 인하대학교후문       | ↔        | 삼성빌라                        | 장천4거리→ 미추홀구청, 제물포역, 용정초등학교, 미추홀구청→ 독정이고개→ 용일사거리 | 26~35                                 | 성민버스     | 2         |                                           |
| 514-1     | 구월아시아드         | ↔        | 주안역                          | 롯데백화점(터미널), 남인천여중, 주안8동, 남부종합시장, 시민공원역 | 8~10                                  | 해성운수     | 9         |                                           |
| 515       | 인천지방법원         | ↔        | 주안역                          | 신동아A, 문학경기장, 관교중학교, 남부종합시장, 시민공원역 | 9~14                                  | 대인교통     | 9         | 법원발 인하대학교 경유                    |
| 515-1     | 인천지방법원         | ↔        | 주안역                          | 학익여고, 남부종합시장, 시민공원역 | 15~23                                 | 대인교통     | 3         |                                           |
| 516       | 현광아파트           | ↔        | 주안역                          | 병무청, 교통방송, 인하대학교, 학익풍림아이원, 학익2동주민센터, 법원, 학익여고, 남부종합시장, 시민공원역 | 12~17                                 | 신동아교통   | 7         |                                           |
| 517       | 인항고               | ↔        | 동인천역                        | 옹진군청, 토지금고시장, 숭의역→ 배다리→ 동인천역→ 신포시장→ 인하대병원 | 14~22                                 | 신흥교통     | 5         | 동인천 발 인하대·법원 경유 저상버스 운행  |
| 518       | 병무청               | ↔        | 주안역                          | 신동아아파트, 남부종합시장, 시민공원역, 주안역→ 석바위시장 | 7~12                                  | 신동아교통   | 9         | 주안역 발 인하대 경유                     |
| 519       | 인항고               | ↔        | 동인천역                        | 옹진군청, 토지금고시장, 인하대병원→ 신포시장→ 동인천역→ 배다리→ 숭의역→ 용현초등학교 | 15~22                                 | 신흥교통     | 5         | 동인천 발 인하대·법원 경유                |
| 520       | 병무청               | ↔        | 롯데백화점(터미널)              | 현광아파트, 신동아아파트, 관교여중, 관교중학교 | 11~16                                 | 신동아교통   | 6         |                                           |
| 521       | 옥련중학교           | ↔        | 동인천역                        | 송도역, 인천해양고, 조달청, 숭의역, 배다리, 신포시장 | 6~9                                   | 세원교통     | 11        |                                           |
| 522       | 남동대교 남동공단    | ↔        | 주안역                          | 인천인력개발원, 동춘역, 나사렛국제병원, 연수구청, 원인재역, 신연수역, 선학동, 선학역, 관교중학교, 주안8동→ 남부종합시장→ 주안역→ 인천고                                                                                   | 8~12                                  | 삼일여객     | 14        | 막차 8회는 남동공단 미운행                |
| 523       | 동춘동종점           | ↔        | 인천종합터미널                  | 나사렛국제병원, 소암마을, 송도유원지, 옥련중학교, 송도고입구, 송도역, 청학동, 연수1동주민센터, 연수역, 신연수, 선학역, 관교동                                                                                             | 9~12                                  | 도영운수     | 13        |                                           |
| 526       | 가좌동차고지         | ↔        | 금마초등학교                    | 석남역, 청천동, 갈산역, 삼산지구, 부개지구, 부평여중, 부개역 | 19~26                                 | 신화여객     | 4         |                                           |
| 530       | 동암역               | →        | 동암역                          | 십정고개, 열우물사거리, 상정중학교 | 26~46                                 | 해성운수     | 1         |                                           |
| 531       | 효성아파트           | ↔        | 동암역                          | 모래내시장역, 간석사거리, 올리브아울렛, 주원고개 | 13~20                                 | 삼환운수     | 3         |                                           |
| 532       | 서창2지구            | ↔        | 동암역                          | 서창동, 장수주공아파트, 만수고, 남동구청/문일여고, 모래내시장, 길병원, 간석오거리역 | 6~8                                   | 삼환운수     | 19        |                                           |
| 533 마을  | 만수신동아아파트     | ↔        | 동암역                          | 만수시장, 간석사거리, 간석오거리역 | 8                                     | 삼환여객     | 9         |                                           |
| 534 마을  | 수현마을             | ↔        | 롯데백화점(터미널)              | 만수시장, 간석사거리, 간석오거리역, 길병원 | 15                                    | 삼환여객     | 7         |                                           |
| 535       | 서창2지구            | ↔        | 동암역                          | 서창동, 만수고, 만수역, 석천사거리역, 간석오거리역 | 9~13                                  | 성원운수     | 12        |                                           |
| 536       | 장수동               | ↔        | 동암역                          | 남동중학교, 남동구청, 길병원, 간석오거리역 | 7~11                                  | 성원운수     | 13        |                                           |
| 537       | 한화지구             | ↔        | 동암역                          | 미추홀외고, 청능로사거리, 도림동, 남촌동, 터미널, 길병원, 간석오거리역 | 11~14                                 | 성원운수     | 11        | 저상버스 운행                             |
| 538       | 만수중학교           | ↔        | 동암역                          | 남동구청역→ 만수고→ 장수동→ 만수주공, 만수북중학교, 향촌지구, 간석사거리, 간석오거리역 | 8~12                                  | 성원운수     | 9         |                                           |
| 539       | 새마을금고           | →        | 새마을금고                      | 간석사거리, 간석오거리역, 동암역, 부평삼거리역 | 6~8                                   | 성원운수     | 4         |                                           |
| 540       | 만월쉼터             | ↔        | 간석역                          | 간석사거리, 인천시청, 석바위시장역 | 9~14                                  | 삼환운수     | 6         |                                           |
| 551       | 청천농장             | ↔        | 부평역                          | 청천중학교, 백마장사거리, 부평전화국, 부평시장역 | 평일: 9~13, 주말 10~15,공휴일 12~18분 | 성산여객     | 7         |                                           |
| 557       | 희망천입구           | ↔        | 부평역                          | (전인연립), 동수역, 부평시장 | 8~11                                  | 삼성여객     | 4         |                                           |
| 558       | 진산초등학교         | ↔        | 부평역                          | 부평역사박물관(부평역행)/영선고(부평역발), 삼산체육관역, 부개주공3단지, 부평시장 | 11~17                                 | 태양여객     | 6         |                                           |
| 560       | 부평경찰서           | ↔        | 부평역                          | 부평구청→ 부평여고→ 롯데백화점→ 부평역→ 부원중학교→ 욱일아파트→ 쌍용아파트 | 7~12                                  | 해성운수     | 4         |                                           |
| 561       | 희망천입구           | ↔        | 부평시장                        | 동수역, 인천성모병원, 부개농협, 부평역 | 7~11                                  | 대인교통     | 7         |                                           |
| 562       | 금호타운아파트       | ↔        | 부평역                          | 우성아파트→ 부원중학교→ 부평역→ 부평시장→ 부평시장역→ 부평구청→ 부평경찰서 | 7~11                                  | 삼성여객     | 4         |                                           |
| 564       | 간석역               | ↔        | 현대아파트                      | 석정여고, 십정시장, 동암역, 주공뜨란채, 백운역 | 10~15                                 | 해성운수     | 5         |                                           |
| 564-1     | 백운역               | ↔        | 인천세무고등학교                | 백운빌딩, 백운공원 | 11~19                                 | 해성운수     | 1         |                                           |
| 564-2     | 현대아파트           | ↔        | 동암역                          | 백운역, 신동아아파트, 간석오거리역 | 8~14                                  | 해성운수     | 4         |                                           |
| 565       | 진산초교             | ↔        | 부평역                          | 삼산체육관역, 오성아파트, 부흥오거리, 부평시장역, 부평시장 | 8~13                                  | 태양여객     | 8         |                                           |
| 566       | 산업단지사거리       | ↔        | 시청                            | 6공단, 주안역, 석바위시장역, 인천시청역, 길병원, 예술회관역 | 19~29                                 | 삼환운수     | 4         |                                           |
| 567       | 대우아파트           | ↔        | 백운역                          | 한양아파트, 산곡여중 | 6~11                                  | 삼환운수     | 6         |                                           |
| 569       | 한신휴아파트         | ↔        | 백운역                          | 산곡여중, 우성4차, 현대아파트2.1.3차 | 6~9                                   | 삼성여객     | 5         |                                           |
| 570       | 한신휴아파트         | ↔        | 부평시장                        | 산곡여중, 우성4차, 현대아파트, 2001아울렛, 부평역 | 10~14                                 | 삼성여객     | 4         |                                           |
| 571       | 삼산동               | ↔        | 부평역                          | 삼산미래타운, 부평순복음교회, 부평점, 신트리공원, 부평시장 | 10~15                                 | 태양여객     | 7         |                                           |
| 572       | 신영자동차           | ↔        | 삼산체육관                      | 청천초등학교, 공단오거리, 우림라이온스밸리, 갈산역, 삼산사거리, 신성미소지움, 삼산체육관역 | 20~22                                 | 신화여객     | 11~15     |                                           |
| 574       | 뉴서울아파트         | ↔        | 부평시장                        | 부평전화국, 대림상가, 동아아파트, 부평역 | 5~6                                   | 대인교통     | 9         |                                           |
| 579       | 부개역               | ↔        | 부평역                          | 웅진플레이도시, 방촌공원, 부평시장, 부흥고 | 5~8                                   | 해성운수     | 8         |                                           |
| 581       | 계양구청             | ↔        | 부평역                          | 서운동, 광명아파트, 이마트 부평점, 신트리공원, 부평시장 | 11~16                                 | 태양여객     | 9         |                                           |
| 582       | 초정마을             | ↔        | 부평구청역                      | 계양구청, 서운동, 현광아파트, 갈산역 | 12                                    | 삼성여객     | 9         | 부평구청 출발 박촌동·계양역 경유          |
| 583       | 부평역               | ↔        | 갈현교                          | 부평시장역, 부평구청역, 갈산역, 홈플러스 북인천점, 작전고, 계산역, 계산고, 박촌역, 계양역, 목상동 | 19                                    | 태양여객     | 7         |                                           |
| 584       | 원창동               | ↔        | 계양역                          | 루원시티, 아나지고개, 효성동, 작전역, 경인교대, 경인여대, 계산고, 임학동, 박촌동 | 12~18                                 | 삼성여객     | 10        |                                           |
| 585       | 백영아파트           | ↔        | 부평역                          | 경인교대후문, 효성현대아파트, 4공단, 금호아파트, 부평구청역, 부평시장역 | 8~11                                  | 삼일여객     | 8         |                                           |
| 586       | 세원에너지충전소     | ↔        | 부평역                          | 효성사거리, 청천동, 백마장사거리, 부평구청역, 부평시장역 | 8~12                                  | 성산여객     | 8         |                                           |
| 587       | 계산역               | →        | 계산역                          | 계산우체국, 신동양아파트, 경인여자대학교, 계산고 | 5~11                                  | 삼성여객     | 2         |                                           |
| 588       | 세원에너지충전소     | ↔        | 서운동                          | 북인천여중, 효성고, 홈플러스 작전점, 작전역, 작전고, 계산역, 계양경찰서, 계양구청, 계산공고 | 8~12                                  | 성산여객     | 14        |                                           |
| 590       | 유림골프장           | ↔        | 효성동                          | 서운동, 현대아파트, 안남고, 작전역 | 15~25                                 | 태양여객     | 4         |                                           |
| 591       | 청라국제도서관       | ↔        | 종합환경연구단지                | 청소년수련관, 가정역, 한성아파트, 가정1동행정복지센터 , 서해그랑블, 연희공원, 부영엔지니어링, 경서초등학교, 무형문화재전수관, 서인천고, 검암중, 검암역                                                                    | 19~22                                 | 명진교통     | 52        |                                           |
| 592       | 청천동               | ↔        | 간석오거리역                    | 가정3동, 석남3동, 가좌진주아파트, 가재울역, 열우물사거리, \| 동암역 | 9~12                                  | 삼일여객     | 14        | 간석오거리 발 루원시티, 국제성모병원 경유 |
| 593       | 범양아파트           | ↔        | 동암역                          | 진주아파트, 가재울역, 열우물사거리 | 5~9                                   | 해성운수     | 8         |                                           |
| 594       | 신영자동차(종점)     | ↔        | 국제성모병원                    | 신영자동차, 인향아파트, 북인천여중, 아나지고개, 뉴서울아파트, 서인천농협, 심곡초등학교, 국제성모병원 | 26~31                                 | 명진교통     | 3         |                                           |
| 595       | 청라우미린           | ↔        | 태평아파트1차                   | 한양수자인, 청라힐스테이트, SK스카이뷰, 호반베르디움, 한일베라체, 청라1동행정복지센터, 웰카운티1차, 인재개발원, 국제성모병원, 심곡초등학교, 공촌사거리, 경서지구입구, 녹청자박물관                                        | 19~29                                 | 선진여객     | 5         |                                           |
| 596       | 원창동               | ↔        | 가정2동(한성아파트)             | 청소년수련관, 신현중학교, 신현북초등학교, 신현쇼핑, 루원지푸르지오, 가정역 | 18~27                                 | 명진교통     | 2         |                                           |
| 701 GRT   | 청라국제도시역       | ↔        | 가정역                          | 베어즈베스트골프장, 비즈니스센터, 한국가스공사, 해원초교, 청라국제업무단, 청라중앙호수공원, 초은고교 | 8~15                                  | 교통공사     | 8         | 청라 GRT 청중로 경유                      |
| 702 GRT   | 청라국제도시역       | ↔        | 가정역                          | 베어즈베스트골프장, 비즈니스센터, 경명초교, 청람초교, 청라초교 | 24~30                                 | 교통공사     | 5         | 청라 GRT 경제로 경유                      |
| 1111      | 항동7가차고지        | ↔        | 인하대학교 병원                 | 라이프아파트, 연안부두어시장, 신광초등학교, 숭의역 | 25~38                                 | 성산여객     | 2         |                                           |
| 2201      | 영종역               | ↔        | 중산동                          | 허브주유소, 영종KCC스위첸옆문, 한신더휴2차, 영종2동행정복지센터, 호반써밋스카이센트럴1차, 영종하늘도서관, 한라비발디후문, 스카이시티자이 → 동보노빌리티 → 동원로얄듀크마리나포레 → 신명스카이뷰 → 이후 역순               | 9~12                                  | 영종운수     | 6         |                                           |
| 4401      | 송도동(송도2차고지)  | ↔        | 인천포스코고등학교              | 테크노파크역, 지식정보단지역, 인천대입구역, 예송중학교, 송도자이더스럭스오션SK뷰, 더샵송도마리나베이, 송도SK뷰(105동), 송도더스카이, 국제업무지구역, 경제자유구역청                                                       | 20~28                                 | 삼환교통     | 7         |                                           |
| 4402      | 송도동(셀트리온(주)) | ↔        | 송도동(랜드마크시티1호수변공원) | 지식정보단지역, 송도2동행정복지센터, 경제자유구역청, 센트럴파크역, 아트센터인천, 송도달빛축제공원역, 더샵송도마리나베이, 렌드마크시티1호수변공원 - 이후 역순                                                              | 신흥교통                              | 20~30        | 5         |                                           |
| 9701      | 독정역               | ↔        | 계양역                          | 검단LH36단지, 동문아파트, 창신초등학교, 검단예미지트리플에듀, 검단금호어울림센트럴아파트, 아라센트럴파크, 인천아라중학교 - (← 검단LH13단지후문 ← 검단신도시예미지더시그너스 ←) - 검단로지스틱파크, 갈현교입구, 목상교차로 | 20~70                                 | 공영급행     | 6         |                                           |
| 9901      | 금곡동               | ↔        | 당하동                          | 봉수대로1581번길, 마전주공아파트, 검단사거리역, 마전역, 완정사거리, 검단소방서, 동문아파트, 서구영어마을, 아라노을공원 | 28~37                                 | 공영급행     | 3         |                                           |

### 마을버스
| 노선 번호 | 운행구간     | 운행구간 | 운행구간              | 배차 간격 (분) | 운행업체 | 운행 대수 | 비고                               |
| --------- | ------------ | -------- | --------------------- | -------------- | -------- | --------- | ---------------------------------- |
| 무의1     | 큰무리선착장 | ↔        | 하나개해수욕장,광명항 | 30             | 예성교통 | 2         | 무의도                             |
| 무의1-1   | 큰무리선착장 | ↔        | 실미도                | 30~60          | 예성교통 | 1         | 자가용 번호판이 있는 카운티로 운행 |
| 대곡5     | 황곡노인정   | ↔        | 금곡동                | 60~120         | 대곡교통 | 1 (?)     | 일요일 및 공휴일 운휴              |

### 공영버스
| 노선 번호          | 운행업체         | 운행구간               | 운행구간     | 운행구간                                                                        | 경유지 | 배차      | 비고                            |
| ------------------ | ---------------- | ---------------------- | ------------ | ------------------------------------------------------------------------------- | --- | --------- | ------------------------------- |
| 계양1              | 계양구           | 계양역                 | →            | 계양역                                                                          | 장기동, 선주지동, 이화2동, 이화1동, 장기동                                                                                       | 14회      |                                 |
| 계양2              | 계양구           | 계양역                 | →            | 계양역                                                                          | 장기동, 둑실동, 목상동 | 60~100분  |                                 |
| 중구1              | 영종운수         | KT공항지사             | ↔            | 영종역                                                                          | 운서역, 장촌, 예단포 | 17회      | 2회 영종고·영종중학교 연장 운행 |
| 중구3              | 영종운수         | 영종선착장             | ↔            | 영종물류고                                                                      | 영종힐스테이트, 하늘초등학교, 돌팍재, 마장포, 높은마을입구, 구정슈퍼, 영종역, 잔다리, 전소                                       | 60분 18회 | 4회 영종중학교 연장 운행        |
| 중구5              | 신흥교통         | 영종공영차고지         | ↔            | 운서동                                                                          | 갤러리84입구, 영종역, 영종주야간보호센터, 돌팍재삼거리, 중산중·고등학교, 우미린2단지정문, 해맞이공원앞, 푸르지오더스카이, 운서역 | 10회      |                                 |
| 중구5-1            | 신흥교통         | 영종역                 | ↔            | 운서동(우미린1단지 후문)                                                        | 운남교차로, 용궁사입구, 영종교회, 중산동, 우미린2단지정문                                                                        | 1회       |                                 |
| 중구5-2            | 신흥교통         | 영종역                 | ↔            | 운서동(e편한세상 영종하늘도시)                                                  | 운남교차로, 전소 | 1회       |                                 |
| 중구6              | 인천그린모빌리티 | 무의동(광명항(샘꾸미)) | ↔            | 인현동(동인천(우리은행앞))                                                      | 포내교회, 잠진도입구 | 180~210   |                                 |
| 중구6              | 인천그린모빌리티 | 전소                   | ↔            | 하나개해수욕장                                                                  | 영종복합문화센터, 운서역, 왕산교, 을왕리해수욕장, 서릿목, 덕교동, 목너머                                                         | 90~190분  |                                 |
| 중구7 영종고등학교 | 인천그린모빌리티 | ↔                      | 용유초등학교 | 은골사거리, 영종풍림아이원1차, 선녀바위해수욕장, 용유동행정복지센터, 나룻개입규 | 150~300분 |           |                                 |
| 중구8              | 인천그린모빌리티 | 롯데마트 영종도점      | ↔            | 왕산                                                                            | 금호베스트빌1단지.영종도서관, 국립인천공항검역소, 남성네고개, 나룻개입구, 신설동, 을왕리해수욕장, 더위크앤리조트                 | 140~190분 |                                 |
| 중구9              | 인천그린모빌리티 | 영종역                 | ↔            | 영종복합문화센터                                                                | 운남교차로.잔다리, 중산동(중촌), 전소                                                                                            | 45~115분  |                                 |

### 인천이음버스
| 노선 번호 | 운행구간             | 운행구간 | 운행구간           | 경유지 | 배차 간격 (분) | 운행업체          | 운행 대수 | 비고 |
| --------- | -------------------- | -------- | ------------------ | --- | -------------- | ----------------- | --------- | ---- |
| 인천e음11 | 송월동동화마을       | →        | 송월동동화마을     | 송월시장, 송월동행정복지센터, 인천기독병원, 율목오거리, 율목동행정복지센터, 경남아파트, 신포역, 인성여고                       | 22~26          | 공영급행          | 2         |      |
| 인천e음12 | 인천역               | →        | 인천역             | 신포역, 신광초교, 숭의로타리, 인성여고, 중구청                                                                                 | 24~26          | 공영급행          | 2         |      |
| 인천e음13 | 영종역               | →        | 영종역             | 허브주유소, 원성골, 운남교차로, 중산교차로, 우미린1단지후문, 영종하늘도서관, 영종오션하임                                      | 24~30          | 공영급행          | 2         |      |
| 인천e음15 | 영종역               | ↔        | 우미린2단지정문    | 허브주유소, 원성골, 영종장로교회, 용궁사입구, 전소, 제일의원, 영종교회, 한양수자인, 화성파크드림                               | 45~60          | 영종운수          | 1         |      |
| 인천e음16 | 영종공영차고지       | ↔        | 삼목선착장         | 백련산입구, 햇내로공원입구, 운서역, 레전드호텔, 은골사거리, 공항교회앞, 삼목초교, 공항중학교, 영종풍림아이원                   | 35~45          | 영종운수          | 2         |      |
| 인천e음17 | 영종공영차고지       | ↔        | 삼목선착장         | 백련산입구, 넙디, 영종유승한내들, 운서역, 레전드호텔, 은골사거리, 공항교회앞, 삼목초교, 공항중학교, 영종풍림아이원             | 45~55          | 영종운수          | 2         |      |
| 인천e음21 | 만석비치타운         | →        | 만석비치타운       | 만석동행정복지센터, 만석초교, 화수사거리, 솔빛마을주공, 송현주공, 미래빌라, 현대동부시장, 도원역, 미림극장, 화도고개, 미래빌라 | 22~28          | 공영급행          | 2         |      |
| 인천e음22 | 만석비치타운         | →        | 만석비치타운       | 만석주공, 새마을금고, 영풍아파트, 화도진공원, 화도진도서관, 미림극장, 인천정보산업고, 송림시장, 송림오거리, 현대시장, 미래빌라 | 26~32          | 공영급행          | 2         |      |
| 인천e음31 | 제물포역             | ↔        | 남인천중학교       | 주안역, 시민공원, 제일사거리, 수봉공원, 용정초등학교, 미추홀구청, 숭의초등학교, 용현2동주민센터, 미추홀퍼스트2단지             | 18~27          | 공영급행          | 4         |      |
| 인천e음45 | 송도역               | ↔        | 남촌농산물도매시장 | 인천시립박물관, 송도파크자이, 여성의광장, 서해그랑블, 동막역, 동춘역, 연수주공, 선학아파트                                     | 27~40          | 시영운수          | 4         |      |
| 인천e음53 | 호구포역             | ↔        | 동보아파트         | 예림임업, 사리울중, 미추홀외고, 우체국사거리, 원동초교, 인천논현역, 은봉초교, 남동고교                                         | 22~25          | 공영급행          | 4         |      |
| 인천e음55 | 인천상공회의소       | ↔        | 호구포역           | 신한은행, 공단소방서, 동춘역, 유수지근린공원, 대경화성, 미래테크원, 삼진금속, 후지테크                                         | 32~35          | 태양여객          | 2         |      |
| 인천e음61 | 삼산서해아파트       | ↔        | 다임메가타운       | 삼산체육관역, 구산중학교, 신명보람마을, 부개종합시장 ,오성아파트, 부광초교, 수변로삼거리, 부개성일아파트, 부개역, 일신주공     | 26~32          | 태양여객          | 2         |      |
| 인천e음71 | 교통연수원           | ↔        | 롯데마트           | 보현사, 경인교대입구역, 부평향교, 교대입구, 계산전통시장, 계산현대아파트, 초정마을, 임학역, 임학사거리                         | 25~30          | 태양여객          | 2         |      |
| 인천e음84 | 청라국제도서관       | →        | 청라국제도서관     | 청라복합문화센터, 인천경연초등학교, 청라국제도시역, 호수공원, 청라중학교, 청라중흥S클래스                                      | 35~45          | 시영운수 태양여객 | 2         |      |
| 인천e음85 | 청라국제도서관       | →        | 청라국제도서관     | 청라중흥S클래스, 청라중학교, 호수공원, 청라국제도시역, 청라힐스테이트, 롯데타워, 엑스루타워                                    | 35~45          | 공영급행          | 2         |      |
| 인천e음86 | 인천아시아드주경기장 | ↔        | 부영엔지니어링     | 서구청역, 연희동행정복지센터, 우성A, 경서지구입구, 공단본부, 한스엔지니어링, LG전자인천캠퍼스, 서부공단입구, 공촌사거리        | 29~36          | 공영급행          | 2         |      |
| 인천e음87 | 대우푸르지오         | →        | 대우푸르지오       | 완정공단입구, 마전역, 검단도서관, 검단출장소, 검단농협, 불로중학교, 동아전기, 김포교회, 청마마을                               | 20~30          | 공영급행          | 2         |      |
| 인천e음88 | 대우푸르지오         | →        | 대우푸르지오       | 청마마을, 동문아파트, 김포교회, 동아전기, 불로중학교, 대상스틸, 검단초교, 검단농협, 검단출장소, 마전역, 마전초교               | 20~30          | 공영급행          | 2         |      |

## 좌석/광역버스

### 좌석버스
시내좌석버스
좌석버스이지만 간선버스와 동일한 요금을 징수한다. 103번, 103-1번, 780-1번, 780-2번 네 개의 노선이 운행하고 있다.
타시도 진입 좌석버스
60-5번, 790번, 800번 세 개의 노선이 운행 중이다. (790번은 광역버스 요금을 징수한다.)
영종도 좌석버스
111번, 117번, 302번, 303번, 303-1번, 304번, 306번, 307번, 308번, 310번, 320번, 330번 등 12개의 노선이 운행 중이다.
| 노선 번호 | 운행구간              | 운행구간 | 운행구간            | 경유지 | 배차 간격 (분) | 운행업체          | 운행 대수 | 비고 |
| --------- | --------------------- | -------- | ------------------- | --- | -------------- | ----------------- | --------- | --- |
| 60-5      | 강화터미널            | ↔        | 김포공항            | 양도면, 화도면, 온수리, 초지대교, 대곶면, 양곡, 장기동(김포시) | 8회            | 강화교통          | 2         | 김포한강로 경유 |
| 103       | 동춘동종점            | ↔        | 십정동              | 나사렛국제병원, 연수구청, 남동인더스파크역, 터미널, 길병원, 간석오거리역, 동암역, 열우물사거리, 5.6공단, 거북시장, 루원시티, 아나지고개, 청천동, 백마장사거리, 부평구청역, 산곡동, 상정중교                                                                     | 9~11           | 강인여객          | 28        | |
| 103-1     | 십정동                | ↔        | 국제업무지구역      | 간석오거리역, 간석사거리, 만월산터널, 부평LH, 송내역, 인천대공원, 남동구청, 남동중학교, 논현지구, 호구포역, 동춘역, 나사렛국제병원, 동막역, 캠퍼스타운역, 송도엑스포아파트, 경제자유구역청, 센트럴파크역                                                        | 10~13          | 강인여객          | 24        | |
| 111       | 십정동                | ↔        | 왕산차고지          | 부평도서관, 부평역, 부평구청, 부평순복음교회, 계산역, 경명대로, 공촌사거리, 서부공단, 인천국제공항T1, 무의도입구, 용유출장소, 선녀바위, 을왕리해수욕장, 왕산해수욕장                                                                                            | 12~15          | 미래교통          | 22        | 영종대교 경유 |
| 117       | 영종하늘도시          | ↔        | 개화역              | LH7단지, 한양수자인, 힐스테이트, 우미린1단지 | 45~60 12회     | 미래교통          | 2         | 영종대교 경유 첫차 2회 서부공단→인천공항T1→LH7단지 (117A)                                                                                             |
| 302       | 십정동                | ↔        | 인천국제공항T1      | 십정동, 부평역, 부개역, 송내역 부천터미널 소풍, 계양구청, 계산역, 공촌사거리, 서부공단, 인천국제공항T1 | 8~11           | 강인교통          | 24        | 영종대교 경유 첫차 6회 계산역 출발 인천국제공항T1 회차 (302A) 막차 6회 송내역 출발 서부공단 종착 (302B)                                               |
| 302B      | 십정동                | ↔        | 인천국제공항T1      | 십정사거리, 백운공원, 부평역, 부흥오거리, 부개여자고등학교, 송내고교입구, 송내역, 계양구청, 계산역, 서부공단 | 20             | 강인교통          |           | 십정동(21:40∼22:30)∼서부공단입구 종료 5회 별도. |
| 303       | 십정동                | ↔        | 인천국제공항T1      | 간석오거리역, 길병원, 롯데백화점(터미널), 선학역, 연수구청, 동막역, 해양경비안전본부 | 13~17          | 강인교통          | 14        | 인천대교 경유 |
| 303-1     | 십정동                | ↔        | 인천국제공항(T1-T2) | 간석오거리역, 만수역, 남동구청, 논현지구, 한화지구, 해양경비안전본부 | 36~46          | 강인교통          | 5         | 인천대교 경유 |
| 304       | 십정동                | ↔        | 운서역              | 간석오거리역, 길병원, 롯데백화점(터미널), 선학역, 원인재역, 동막역, 영종한양수자인→ 힐스테이트→ 중산동→ 영종중학교→ 영종고→ 운서역 | 26             | 강인교통 미래교통 | 10        | 인천대교 경유 |
| 306       | 십정동                | ↔        | 왕산차고지          | 5.6공단, 인천의료원, 동인천역, 중봉대로(청라국제도시), 서부공단, 인천공항T1, 무의도입구, 인천공항전망대, 용유출장소, 선녀바위, 을왕리해수욕장, 왕산해수욕장 | 17~22          | 청라교통          | 14        | 영종대교 경유 첫차 3회 서부공단 출발 인천공항T1 회차 (306A)                                                                                           |
| 307       | 십정동                | ↔        | 인천국제공항T2      | 5.6공단, 인천의료원, 인천역, 신포시장, 동인천역, 중봉대로(청라국제도시), 서부공단, 영종힐스테이트, 신명스카이뷰, 영종LH7단지, 하늘초등학교, 중산동, 영종중학교, 운서초등학교, 운서역, 삼목선착장                                                                | 27~36          | 청라교통          | 9         | 영종대교 경유 |
| 308       | 김포시 (북변환승센터) | ↔        | 인천국제공항(T1-T2) | 풍무동, 원당지구, 완정역, 검암역입구, 서부공단 | 24~31          | 청라교통          | 6         | 영종대교 경유 첫차 1회 당하동 출발 (308A) |
| 310       | 검단사거리역          | ↔        | 인천국제공항(T2·T1) | 완정역, 검암역입구, 공촌사거리, 서부공단 | 25~28          | 청룡교통          | 8         | 영종대교 경유 |
| 320       | 송도공영차고지        | ↔        | 영종도              | 테크노파크역, 캠퍼스타운역, 동춘2동주민센터, 연수구청, 동춘역, 동막역, 신송고, 해양안전본부, 운서역→ 영종고→ 영종중학교→ 중산동→ 영종힐스테이트→ 한양수자인 | 22~24          | 대인교통 원진운수 | 4         | 인천대교 경유 |
| 330       | 신흥동차고지          | ↔        | 인천국제공항(T1-T2) | 인하대병원, 숭의역, 인하대역, 송도역, 연수구청, 동춘역, 동막역, 신송고, 해양안전본부 | 22~24          | 신흥교통          | 10        | 인천대교 경유 |
| 790       | 수현마을              | ↔        | 영흥도              | 만수동, 모래내시장역, 인천시청후문, 예술회관역, 롯데백화점(터미널), 남동체육관, 소래포구입구, 월곶, 오이도역, 시화지구, 대부도, 선재도 | 50~60          | 부성여객          | 6         | 시화방조제 경유 |
| 800       | 강화터미널            | ↔        | 인천터미널          | 김포대학입구, 마송, 양곡, 한강신도시복합환승센터, 검단사거리역, 완정역, 검암역입구, 서구청, 인천의료원, 재능대, 제물포역, 시민공원역, 석바위, 인천시청, 길병원                                                                                                  | 28             | 강화교통          | 12        | 경인고속도로 경유 인천터미널 방면 2회 운행 시 수도권제2외곽순환고속도로 경유 (800A) 강화터미널 방면 2회 운행 시 수도권제2외곽순환고속도로 경유 (800B) |
| 801       | 강화터미널            | ↔        | 문학경기장          | 강화병원, 유성아파트, 현대아파트, 김포대학입구, 오리정, 현대아파트·통진도서관, 마송, 통진중학교.통진고등학교, 신일아파트, 숭의역, 용현3동행정복지센터.보훈병원, 시민공원.문화창작지대, 석바위, 인천시청후문, 길병원                                             | 4회            | 강화교통          | 1         | 수도권제2순환고속도로 경유 |
| 9731      | 왕길동기점            | ↔        | 마곡나루역          | 인천마전도서관, 완정사거리, 검단소방서, 원당사거리, 호반써밋1차아파트, 도담공원 푸르지오더베뉴, 인천영어마을, 이음대로.대성베르힐, 드림로갈산교, 개화역1번출구.개화검문소, 김포공항, 송정역 → 신방화역5번출구 → 마곡나루역1.5번출구 → 마곡역2번출구 → 이후 역순 | 30~40          | 태양여객          | 5         | |

### 광역버스
광역버스와 광역급행버스 모두 인천과 인천 외 지역을 빠르게 이어주는 역할을 하며, 기존의 시외직행버스가 형간전환한 노선들과 2005년에서 2006년 사이 집중적으로 신설된 노선들이 주를 이루고 있다.  한편, 그동안 시외버스로 운행하였던 9800번, 9801번, 9802번, 9900번, 9901번, 9902번도 최근에 단계적으로 광역버스로 형간전환되었으며, 인천광역시 측에서는 보도자료를 통해 시외버스로 운행중인 서울 ~ 인천 간 시외버스 노선들을 모두 광역버스로 형간 전환 시킬 뜻을 내비쳤다.
| 노선 번호 | 운행구간            | 운행구간 | 운행구간            | 경유지 | 배차 간격 (분) | 운행업체     | 운행 대수 | 비고                                                |
| --------- | ------------------- | -------- | ------------------- | --- | -------------- | ------------ | --------- | --------------------------------------------------- |
| 1000      | 석남경남아너스빌    | ↔        | 서울역              | 거북시장, 루원시티, 선유고등학교 , 합정역, 홍대입구역, 신촌역, 이대역, 충정로역 | 13~17          | 마니교통     | 14        | 경인고속도로 경유                                   |
| 1100      | 단봉초등학교        | ↔        | 서울역              | 검단사거리역, 완정역, 원당지구, 유현사거리, 장기동, 합정역, 홍대입구역, 신촌역, 이대역, 아현역 | 10~15          | 신강교통     | 20        | 올림픽대로 경유                                     |
| 1101      | 마전지구            | ↔        | 서울역              | 풍림2차, 대주파크빌A, 불로동, 원당지구, 유현사거리, 장기동, 합정역, 홍대입구역, 신촌역, 이대역, 아현역 | 25~30          | 신강교통     | 11        | 올림픽대로 경유                                     |
| 1200      | 미주탕              | ↔        | 서울역              | 가좌동, 산곡동, 청천동, 부평경찰서, 부평구청역, 삼산체육관역, 선유고등학교, 합정역, 홍대입구역, 신촌역, 이대역, 충정로역                                                                                                 | 20~30          | 신동아교통   | 8         | 경인고속도로 경유                                   |
| 1300      | 송도e편한세상       | ↔        | 서울역              | 국제업무지구역, 해양경찰청, 솔안공원, 신연수, 선학역, 롯데백화점(터미널), 구월동, 남동구청, 복사골문화센터, 부천시청역, 신중동역, 약대사거리, 선유고등학교, 합정역, 홍대입구역, 신촌역, 이대역, 아현역                   | 15~20          | 더월드교통   | 16        | 경인고속도로 경유                                   |
| 1301      | 송도공영차고지      | ↔        | 서울역              | 인천대학교, 송도컨벤시아, 해양경비안전본부, 한화지구, 논현지구, 남동중학교, 장수초등학교, 복사골문화센터, 부천시청역, 신중동역, 약대사거리, 선유고등학교, 합정역, 홍대입구역, 신촌역, 이대역, 아현역                     | 20~30          | 더월드교통   | 10        | 경인고속도로 경유                                   |
| 1302      | 한화지구            | ↔        | 서울역              | 원동초등학교, 소래포구역, 논현지구, 도림동, 서창동, 복사골문화센터, 부천시청역, 신중동역, 약대사거리, 선유고등학교, 합정역, 홍대입구역, 신촌역, 이대역, 아현역                                                           | 20~25          | 더월드교통   | 10        | 경인고속도로 경유                                   |
| 1400      | 인천터미널          | ↔        | 서울역              | 길병원, 간석오거리역, 부평역, 부평시장역, 갈산역, 선유고등학교, 합정역, 홍대입구역, 신촌역, 이대역 | 15~20          | 마니교통     | 14        | 경인고속도로 경유                                   |
| 1500      | 계산동              | ↔        | 서울역              | 계양구청, 이마트 계양점, 계산역, 작전역, 안남고등학교, 선유고등학교, 합정역, 홍대입구역, 신촌역, 이대역 | 10~17          | 마니교통     | 8         | 경인고속도로 경유                                   |
| 1601      | 인하대학교          | ↔        | 서울역              | 용일사거리, 주안사거리, 석바위, 인천시청, 만수역, 복사골문화센터, 부천시청역, 신중동역, 약대사거리, 선유고등학교, 합정역, 홍대입구역, 신촌역, 이대역, 아현역                                                             | 18~25          | 신강교통     | 12        | 경인고속도로 경유                                   |
| 1800      | 청라국제업무단지    | ↔        | 서울역              | 청라자이A, 루원시티, 가정오거리, 효성1동 행정복지센터, 작전역, 합정역, 홍대입구역, 신촌역, 이대입구역 | 15~30          | 선진여객     | 10        | 경인고속도로 경유                                   |
| 3000      | 강화터미널          | ↔        | 신촌역              | 김포대학교, 마송, 걸포북변역, 북변환승센터, 사우역, 풍무역, 고촌역, 개화역, 송정역, 마곡역, 발산역, 염창역, 합정역, 홍대입구역                                                                                           | 25~45          | 선진상운     | 8         |                                                     |
| 6770      | 광명역              | ↔        | 인천국제공항(T1·T2) | 송도국제교 | 20~30          | 한국철도공사 | 8         | 인천대교 경유 2018년 1월 17일 신설 환승 할인 미적용 |
| 9100      | 숭의역              | ↔        | 강남역              | 제물포역, 시민공원역, 석바위, 인천시청, 만수역, 남동구청역, 시흥하늘휴게소, 선바위역, 서초아트자이아파트 → 서초역→교대역→강남역→양재역→양재시민의숲역 이하 역순                                                          | 6~20           | 인강여객     | 20        | 제2경인고속도로, 수도권제2순환고속도로 경유         |
| 9200      | 송도유원지          | ↔        | 강남역              | 옥련동, 인하대학교, 법원, 신동아A, 시흥하늘휴게소, 선바위역, 서초아트자이아파트 → 서초역→교대역→강남역→양재역→양재시민의숲역 이하 역순                                                                                   | 5~15           | 인강여객     | 24        | 제2경인고속도로, 서울외곽순환고속도로 경유          |
| 9201      | 청학동 (성호아파트) | ↔        | 강남역              | 연수구청, 동막역, 캠퍼스타운역, 연세대학교, 시흥하늘휴게소, 선바위역, 서초아트자이아파트 → 서초역→교대역→강남역→양재역→양재시민의숲역 이하 역순                                                                          | 7~20           | 인강여객     | 17        | 제3경인고속화도로, 서울외곽순환고속도로 경유        |
| 9300      | 청라국제업무단지    | ↔        | 강남역              | 청라자이A, 루원시티, 효성동, 작전역, 신진아파트, 굴포천역, 삼산체육관역, 상동역, 복사골문화센터, 송내역, 시흥요금소, 시흥하늘휴게소, 선바위역, 서초아트자이아파트 → 서초역→교대역→강남역→양재역→양재시민의숲역 이하 역순 | 20~25          | 선진여객     | 15        | 서울외곽순환고속도로 경유                           |
| 9500      | 부평역              | ↔        | 양재시민의숲        | 부평역, 부평시장역, 갈산역, 작전역, 계산역, 임학사거리, 고속터미널역, 반포역, 신논현역, 강남역, 양재역 | 10~50          | 마니교통     | 15        | 올림픽대로 경유                                     |
| 9501      | 마전지구            | ↔        | 양재시민의숲        | 대주파크빌A, 불로동, 북변동, 김포시청, 고촌, 고속터미널역, 반포역, 논현역, 강남역, 양재역 | 10~20          | 신강교통     | 13        | 올림픽대로 경유                                     |
| 9802      | 검단산업단지        | ↔        | 양재시민의숲        | 단봉초등학교, 검단사거리역, 완정역, 원당지구, 유현사거리, 장기동(계양), 고속터미널역, 반포역, 논현역, 강남역, 양재역 | 20~40          | 신강교통     | 9         | 올림픽대로 경유                                     |

### 광역급행버스
인천광역시 차적의 광역급행버스로는 5개의 노선이 있으며 면허권자가 국토교통부이다. 또한 요금은 국토교통부에서 제시한 기점부 통합 요금 체계를 책정하고있다.
현재 모든 인천광역시 차적 M버스는 인강여객, 인천선진교통, 청룡교통, 수정관광화물 이상 4개의 운수업체가 운행한다. 경기도 안산시 업체인 경원여객이 운행하는 M6410번 버스는 원래 경기도 안산시 차적으로 운행되는 노선이지만, 인천광역시 시내버스 노선 현황에 포함되어 있어 같이 수록하였다.
| 노선 번호 | 운행업체     | 운행구간                                | 운행구간 | 운행구간                                           | 운행구간 | 운행구간                         | 경유지 | 배차 간격 (분) | 비고               |
| --------- | ------------ | --------------------------------------- | -------- | -------------------------------------------------- | -------- | -------------------------------- | --- | -------------- | ------------------ |
| M6405     | 신동아교통   | 송도국제도시                            | ↔        | 제3경인고속화도로 수도권제1순환고속도로            | ↔        | 교대역 강남역 양재역             | 웰카운티, 센트럴파크역, 해양경찰청, 한진해모로A, 풍림A                                                                                | 20~30          |                    |
| M6410     | 경원여객     | 한화·논현지구                           | ↔        | 제3경인고속화도로 수도권제1순환고속도로            | ↔        | 교대역 강남역 양재역             | 미추홀외고, 한화9단지, 한화 11.12단지, 청능로4거리, 논현11단지, 월곶풍림A                                                             | 7~15           | 경기도 안산시 차적 |
| M6724     | 청룡교통     | 송도국제도시                            | ↔        | 제2경인고속도로 수도권제1순환고속도로 경인고속도로 | ↔        | 강서세무서 홍대입구역 연세대학교 | 경제자유구역청, 송도힐스테이트, 연세대학교, 동춘역                                                                                    | 15~20          |                    |
| M6628     | 수정관광화물 | 석남동경남아너스빌                      | ↔        | 경인고속도로                                       | ↔        | 신촌역                           | 석남동, 가정오거리 | 15~50          |                    |
| M6439     | 신동아교통   | 인천종합버스터미널                      | ↔        | 제3경인고속화도로 수도권제1순환고속도로 봉담과천로 | ↔        | 강남역                           | 선수촌사거리, 서창도서관, 서창센트럴푸르지오, 센타빌딩, 서창퍼스트뷰후문, 서초역→교대역→강남역→역삼역                                 | 20~25          |                    |
| M6450     | 신동아교통   | 송도국제도시                            | ↔        | 제3경인고속화도로 수도권제1순환고속도로 봉담과천로 | ↔        | 양재역 강남역 삼성역             | 송도달빛축제공원역, 센트럴파크역, 인천대입구역, 테크노파크역, 캠퍼스타운역                                                            | 20~70          |                    |
| M6457     | 신강교통     | 백석동(검암역로열파크씨티푸르지오1단지) | ↔        |                                                    | ↔        | 강남역                           | 독정역, 서구영어마을, 아라동행정복지센터, 고속터미널, 반포역, 논현역                                                                  | 70~120         |                    |
| M6462     | 신흥교통     | 중산동(우미린1단지후문)                 | ↔        | 제2경인고속도로                                    | ↔        | 강남역                           | 우미린1단지후문, 스카이시티자이.화성파크드림, 힐스테이트, 우미린2단지정문, 영종센트럴푸르지오자이.e편한세상센텀베뉴, 그린나래지하차도 | 20~290         |                    |

### 간선급행버스
2013년 7월 11일에 청라-강서 BRT 구축과 함께 7700번 버스가 신설되었다.
| 노선 번호 | 운행업체 | 운행구간     | 운행구간 | 운행구간 | 경유지                                                               | 배차 간격 (분) | 비고 |
| --------- | -------- | ------------ | -------- | -------- | -------------------------------------------------------------------- | -------------- | ---- |
| 7700 BRT  | 교통공사 | 청라국제도시 | ↔        | 화곡역   | 청라국제업무단지, 루원시티, 작전역, 계양체육관, 오정휴먼시아, 원종IC | 13~15          |      |

## 같이 보기
- 인천광역시의 교통
- 인천광역시의 시내버스
- 강화군의 시내버스
- 인천광역시의 버스 회사 목록
- 인천광역시버스준공영제협력협회
- 2016년 인천광역시 시내버스 개편
- 2020년 인천광역시 시내버스 개편